# Don Cheadle
Donald Frank „Don“ Cheadle Jr. (* 29. listopadu 1964 Kansas City, Missouri, USA) je americký herec, producent, scenárista a režisér.
V televizi se poprvé objevil v seriálu Fame v roce 1982, ve filmu debutoval o tři roky později snímkem Dopravní přestupky. V letech 1992–1993 působil v sitcomu The Golden Palace, v letech 1993–1995 v seriálu Picket Fences. V průběhu 90. let hrál například ve filmech Ďábel v modrém (1995), Hříšné noci (1997) a Zakázané ovoce (1998), v dalším desetiletí například ve snímcích Traffic – nadvláda gangů (2000), Dannyho parťáci (2001), Crash (2004, též koproducent), Dannyho parťáci 2 (2004), Dannyho parťáci 3 (2007) či Volání o pomoc (2007). Za svůj výkon ve filmu Hotel Rwanda (2004) byl nominován na Oscara. Ve filmové sérii Marvel Cinematic Universe hraje od roku 2010 postavu Jamese Rhodese / War Machinea – jedná se o snímky Iron Man 2 (2010), Iron Man 3 (2013), Avengers: Age of Ultron (2015), Captain America: Občanská válka (2016), Avengers: Infinity War (2018), Captain Marvel (2019) a Avengers: Endgame (2019). V letech 2011–2016 působil v seriálu Profesionální lháři (v roce 2012 získal Zlatý glóbus pro nejlepšího seriálového herce v komedii nebo muzikálu). Roku 2015 režisérsky debutoval životopisným filmem Miles Ahead, na jehož scénáři se také podílel a kde ztvárnil titulní roli hudebníka Milese Davise.